# Baba Faja Martaneshi
Baba Faja Martaneshi (1910 - 18 mars 1947) était un baba albanais Bektashi (soufi) et un leader de la résistance pendant la guerre de libération nationale du peuple albanais.

## Biographie
Baba Faja est né sous le nom de Mustafa Xhani à Luz i Madh (en) (Kavajë) et poursuivit des études religieuses pour devenir baba au tekke de Martanesh (en), où il acquit son nom religieux sous lequel il deviendra populairement connu. Après l'invasion italienne de l'Albanie, il dirigea l'une des premières bandes de guérilla contre les occupants, dénonçant l'Italie fasciste comme anti-islamique et établissant des contacts avec le mouvement communiste albanais, devenant ainsi l'un des hommes les plus recherchés du pays. Dans ses mémoires, Enver Hoxha écrivit que pendant la guerre, le baba était « l'un de ces ecclésiastiques qui portaient la casquette et le manteau d'un derviche, mais qui avaient l'Albanie dans son cœur et dans sa main le fusil pour sa libération.... [il] n'abandonna pas sa toque et sa toge de clergé, et il avait tout à fait raison, car de cette manière il rendit encore plus de services à la ligne du Parti et du Front de libération nationale en les unissant tous dans la guerre sans distinction de région, ou des convictions politiques et religieuses. David Smiley décrivit Baba Faja comme un « scélérat » sympathique, qui « se plaisait à chanter des chansons partisanes avec sa voix de basse profonde, surtout après avoir consommé de grandes quantités de raki».
Il devint membre fondateur du Front de libération nationale lors de sa création en septembre 1942, siégeant à son conseil général aux côtés d'Enver Hoxha, de Myslym Peza et d'autres combattants de la résistance, et en juillet 1943, il devint membre de l'état-major général de l'armée de libération nationale albanaise. En mai 1944, il est élu vice-président du Comité permanent du Conseil antifasciste de libération nationale. Après la guerre, il servit comme représentant d'Elbasan à l'Assemblée constituante, devenant par la suite vice-président du Présidium de l'Assemblée du peuple.
Pendant la guerre, il demanda à Hoxha de l'admettre comme membre du Parti communiste ; Hoxha soutint cette initiative et ajouta : « Je suis sûr que vous ne croyez pas à la religion mais que vous ne croyez qu'au Parti. » À cela, Baba Faja acquiesça : « Pour le Parti, je me débarrasserai de mes robes de bureau », auquel Hoxha répondit : « Non, vous devriez vous en tenir aux robes que vous portez. Il ne s'agit pas de tromper les gens, mais vous portiez l'habit religieux en tant que prêtre avant la guerre et avant la formation du Parti. Par conséquent, continuez à les porter, car nous devons respecter les sentiments des croyants et utiliser la sympathie que les gens ont pour vous et le tekke de Martanesh. Alors, puisque vous êtes résolument pour la guerre et que vous aimez le Parti, respectez et appliquez sa ligne, nous vous admettrons comme membre du Parti. » Il fut ensuite nommé membre.
En mai 1945, il présida le quatrième congrès de la communauté Bektashi, qui rompit officiellement les relations entre la secte et le reste du monde islamique. En tant que figure du bektashisme, la plus importante à travailler avec les communistes, il dirigea les réformateurs de la secte qui préconisèrent de permettre au clergé de se marier, de se raser la barbe et de limiter le port de vêtements religieux aux cérémonies. Le 18 mars 1947, le chef conservateur de la secte, Abas Hilmi, fut confronté à Baba Faja et Baba Fejzo Dervishi (un réformateur aux vues similaires) qui lui demandèrent d'accepter ces politiques sous peine de représailles de la part du gouvernement. Hilmi tira ensuite tira sur les deux hommes avant de se suicider.